# Tteok

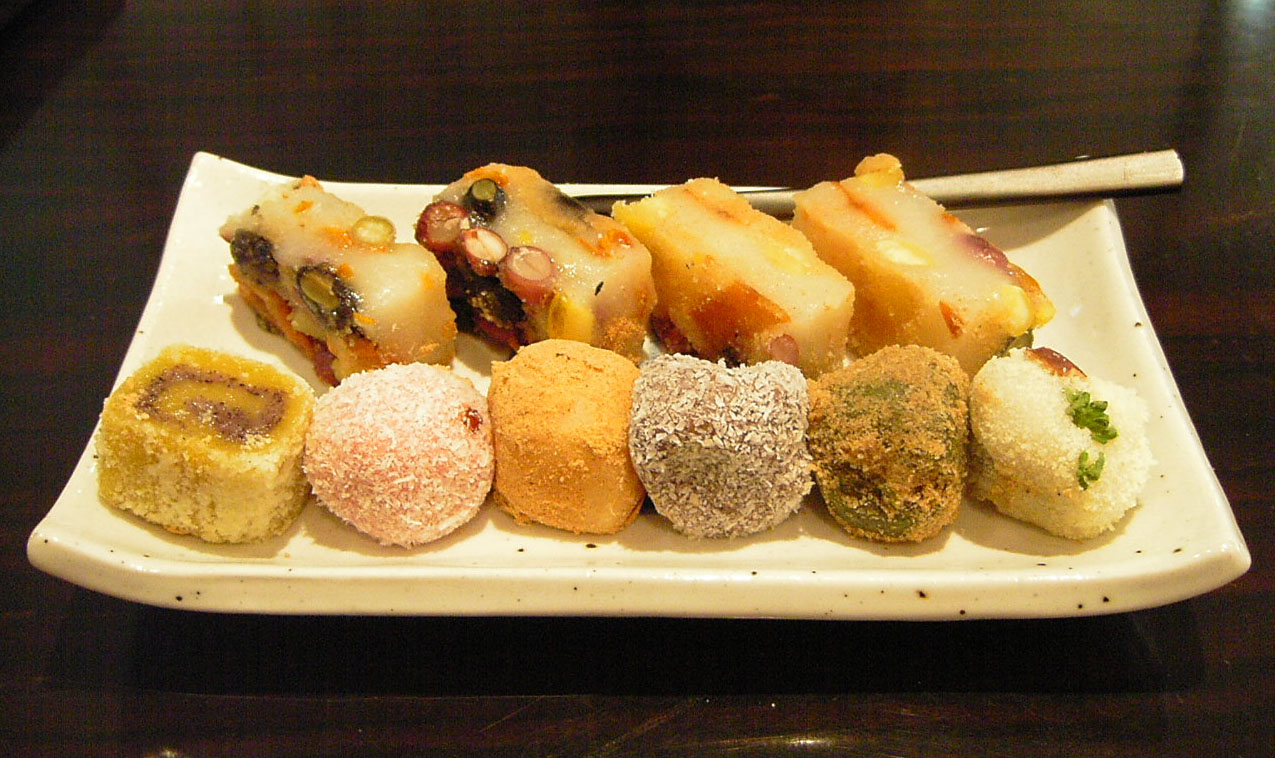
Tteok – koreanischer Reiskuchen

Tteok (kor. 떡) ist ein koreanischer Reiskuchen, der aus Klebreismehl hergestellt wird. Ein verbreitetes Alltagsgericht mit Tteok ist das durch Gochujang leicht scharfe Tteokbokki.

## Festtagsgerichte
Reiskuchen werden in Korea häufig auch an Festtagen serviert. So wird an Neujahr (Seollal, 설날) häufig Tteokguk (Reiskuchensuppe) gegessen und zum Erntedankfest Chuseok (추석), Songpyeon (송편), ein gefüllter Reiskuchen.

## Tteoksal
Seit der Goryeo-Zeit (918–1392) wurde Tteok mit einer Reiskuchenform, Tteoksal (떡살) genannt, durch Eindrücken der Oberfläche unterschiedlich geformt. Die Formen hatten je nach Ausgestaltung unterschiedliche spirituelle Bedeutungen oder waren Statussymbol einer Familie. Mit der mechanisierten Herstellung des Reiskuchens ab den 1970er Jahren verschwand diese Tradition weitgehend aus dem koreanischen Alltag.